# おたまじゃくしがお母さんを探す

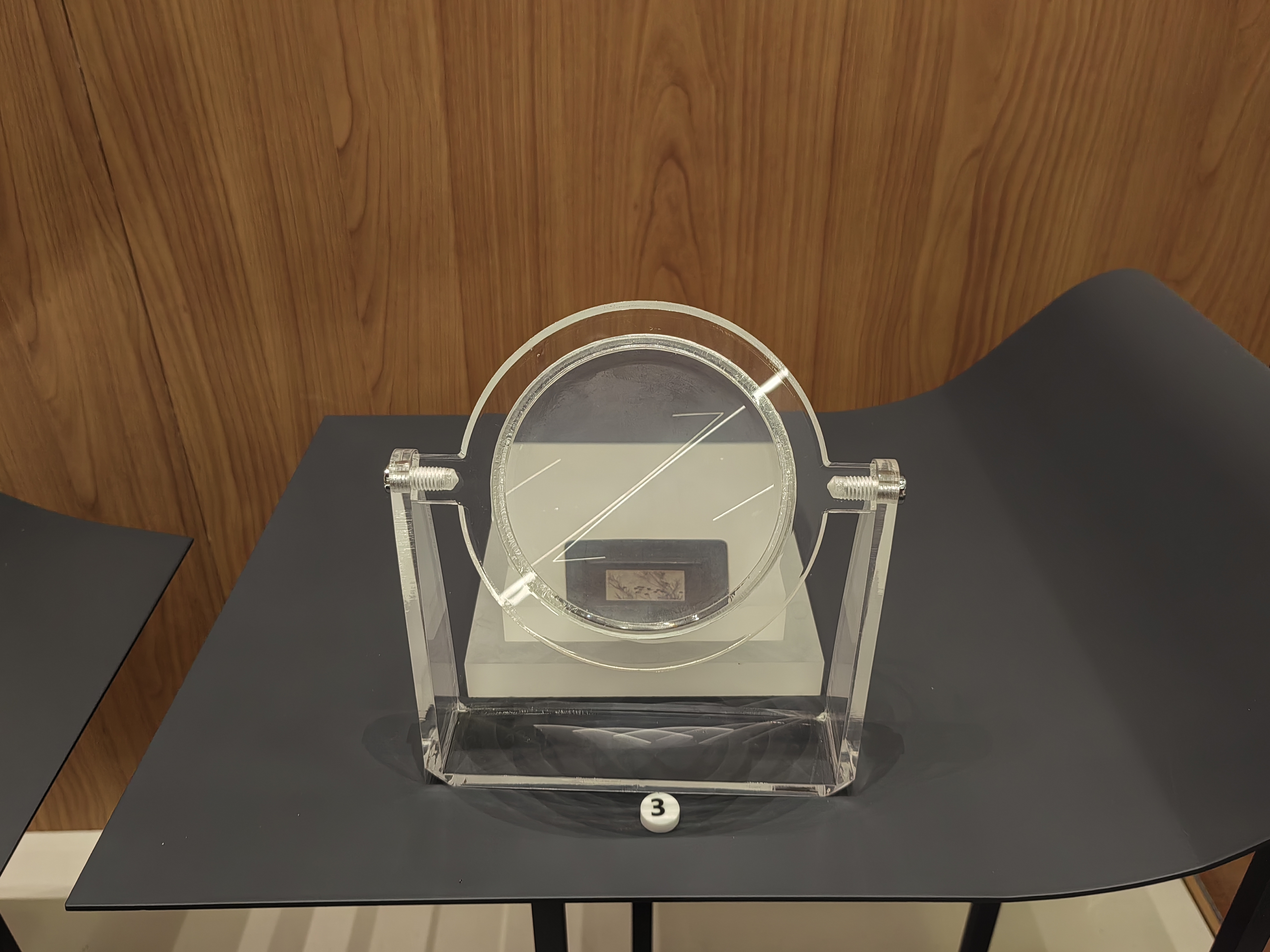
中国動漫博物館所蔵の『おたまじゃくしがお母さんを探す』

『おたまじゃくしがお母さんを探す』（原題：小蝌蚪找妈妈）は、1960年に上海美術映画製作所によって製作された短編アニメーション映画。ストーリーは方恵珍と盛路徳による同名童話に基づいている。画家・斉白石の画風を再現した世界初の水墨画アニメ映画として、公開当時に国内外で大きな反響を呼んだ。

## 概要
大躍進政策が行われた1950年代後半、アニメ業界でも技術革新を図る流れが起こった。その中で、中国伝統の絵画技法である水墨画をアニメーションとして再現するプロジェクトが1960年春に始まった。単線とベタ塗りのセル画で作成される当時の一般的なアニメーションとは違う、明確な境界のない墨の濃淡を画面上で表現することは容易ではなかったが、撮影プロセスを工夫することによって、同年7月には本作が完成した。
独自の表現スタイルを追求した作品として国内外で広く上映された本作は高い評価を受け、数々の賞を受賞した。また、フランス『ル・モンド』紙は「中国の水墨画は、その描く景色が柔和で筆致は繊細、憂慮、迷い、快楽の動きを表現して、この映画に魅力とポエムを生んでいる」と称賛した。

## あらすじ
春になり、母親のトノサマガエルが出かけている合間に卵から孵化したおたまじゃくしたちが、岸辺でヒヨコの兄弟が親鳥に懐いている様子を見て、自分達の母親探しの旅に出る。親をまだ見たことがないおたまじゃくしたちは、大きな目の金魚、白い腹を持つカニ、4本足のカメ、自分達と似た容姿のナマズらを次々に母親と勘違いしながら、最終的にこれらの特徴をすべて備えたカエルを見つけ、母親と再会する。

## スタッフ
- 芸術指導: 特偉
- 技術指導：銭家駿
- 動画デザイン：唐澄、鄔強、厳定憲、徐景達、戴鉄郎、矯野松、林文肖、段浚、浦家祥、呂晋、楊秀英、葛桂雲
- 背景設計：鄭少如、方鵬年
- 撮影：段孝萱、游湧、王世栄
- 作曲: 呉英珠

## 受賞リスト
| 年度   | 賞                                             | 部門             | 賞   |
| ------ | ---------------------------------------------- | ---------------- | ---- |
| 1961年 | ロカルノ国際映画祭                             | 短編部門銀帆賞   | 受賞 |
| 1962年 | アヌシー国際アニメーション映画祭               | 児童映画賞       | 受賞 |
| 1962年 | 百花賞                                         | 最優秀美術映画賞 | 受賞 |
| 1964年 | カンヌ国際映画祭                               | 栄誉賞           | 受賞 |
| 1978年 | ザグレブ国際アニメーション映画祭               | 1等賞            | 受賞 |
| 1981年 | ポンピドゥーセンター国際児童青年フェスティバル | 2等賞            | 受賞 |